# 行程間通訊
进程间通信（Inter-Process Communication，简称IPC）是一种技术或方法，用于在至少两个进程或线程之间传输数据或信号。每个进程都有自己独立的系统资源，彼此隔离。为了实现不同进程之间的资源访问和协调工作，需要使用进程间通信。
通常，使用进程间通信的两个应用可以分为客户端和服务器（主从式架构）。客户端进程请求数据，服务器进程响应客户端的数据请求。有些应用既是服务器又是客户端，这种情况在分布式计算中很常见。这些进程可以运行在同一台计算机上，也可以运行在通过网络连接的不同计算机上。
IPC对于微内核和nano内核的设计过程非常重要。微内核减少了内核提供的功能数量，然后通过IPC与服务器通信来获取这些功能。与普通的宏内核相比，IPC的数量大幅增加。

## 使用IPC的理由
- 資訊共享：Web服务器，通过网页浏览器使用进程间通信来共享web文件（网页等）和多媒体
- 信息处理加速
- 模組化
- 私有權分離

## 主要的IPC方法
| 方法           | 提供方（操作系统或其他环境）                     |
| -------------- | ------------------------------------------------ |
| 檔案           | 多數作業系統                                     |
| 信号           | 多數作業系統                                     |
| Berkeley套接字 | 多數作業系統                                     |
| 消息队列       | 多數作業系統                                     |
| 管道           | 所有的POSIX 系統，Windows                        |
| 命名管道       | 所有的POSIX系统，Windows                         |
| 信号量         | 所有的POSIX系统，Windows                         |
| 共享内存       | 所有的POSIX系统，Windows                         |
| 訊息傳遞       | 用於MPI规范，Java RMI，CORBA，MSMQ，邮槽以及其他 |
| 内存映射文件   | 所有的POSIX系统，Windows                         |